# Os subtibiale
Het os subtibiale, soms os tali accessorium of os tali secundarium genoemd, is een accessoir voetwortelbeentje dat regelmatig als extra ossificatiepunt ontstaat gedurende de embryonale ontwikkeling.

## Ligging en anatomische relatie
Bij diegenen bij wie het botje voorkomt, bevindt het zich onder het uiteinde van de malleolus medialis, dus onder ("sub") het scheenbeen (Latijn: tibia). Multipele extra ossificatiepunten rondom de malleolus medialis worden regelmatig gezien op een leeftijd tussen zeven en tien jaar, maar bij de meeste mensen verdwijnen de punten voor het bereiken van de volwassen leeftijd.

## Prevalentie
Een zuiver os subtibiale is zeldzaam. In een Japanse studie werd het gezien bij 0,9% van de mensen. De term subtibiale wordt ook wel gebruikt voor het os sustentaculi tali.

## Klinische relevantie
Op röntgenfoto's wordt een os subtibiale soms onterecht aangemerkt als afwijkend, losliggend botdeel of als fractuur. Zo wordt het makkelijk aangezien voor een avulsiefractuur van de malleolus medialis. Bij kinderen wordt de malleolaire epifyse van het scheenbeen vaak onterecht als os subtibiale aangemerkt.
Het os subtibiale blijft meestal asymptomatisch. Als het toch klachten veroorzaakt, zijn deze vaak chronisch en worden ze waarschijnlijk veroorzaakt door een scheur tussen kraakbeen en bot, waardoor pseudartrose kan optreden.